# Francesc Torras Armengol
Francesc Torras Armengol (Tarrasa, 22 de febrero de 1832 - Madrid, 28 de febrero de 1878) fue un pintor, escultor y grabador español.

## Biografía
Formado en el mundo académico, amplió estudios en el París de la época del pintor Eugène Delacroix, y en Madrid, donde inició una carrera notable de artista y docente. Después de unos inicios como escultor, en los que destaca el relevo de la Conquista de Mallorca por Jaume I, conservado en la Real Academia Catalana de Bellas Artes de San Jorge, practicó una pintura de historia y religiosa elegante, en la tradición romántica. 

Sus mejores obras ingresaron en el Museo del Prado, que las tiene depositadas en la Biblioteca Museo Víctor Balaguer de Villanueva y Geltrú (Martirio de Sant Servand y Sant Germà), Gerona y Olot. Fue también un retratista sobrio, especialmente de la burguesía terrassense, que sabía captar la personalidad de sus personajes.

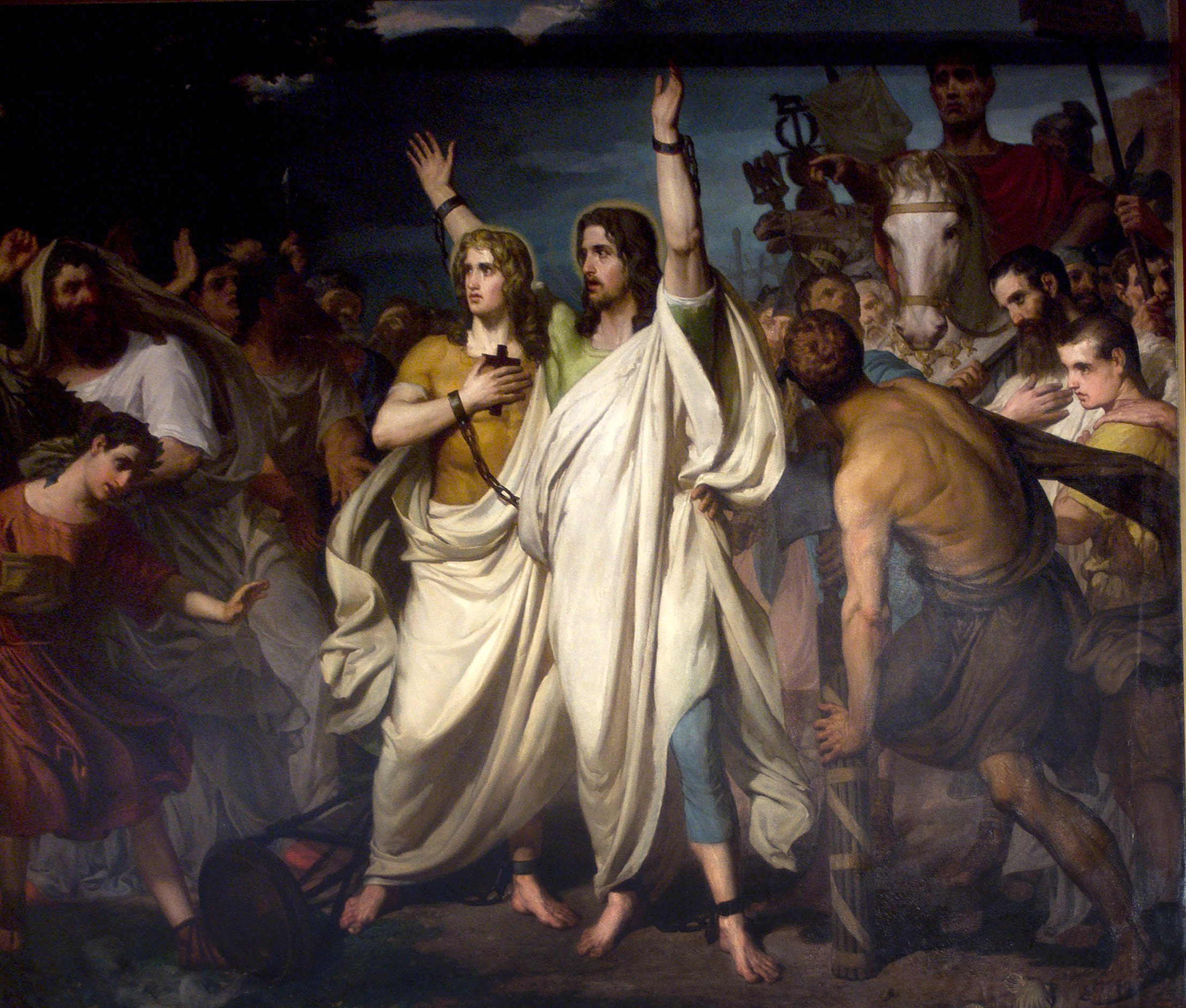
Martirio de los santos Servando y Germano, conservado en la Biblioteca Museo Víctor Balaguer

Fue uno de los primeros artistas en España que practicó el grabado calcográfico con intención no documental sino creativa, en la serie El grabador al aguafuerte (Madrid 1874-76).
Se conserva obra suya también en el Museo Nacional de Arte de Cataluña (MNAC), donde están la mayor parte de sus dibujos, el Museo de Tarrasa, el Museo de Arte de Sabadell, o en el Museo de Farmacia de Madrid. 
Hay varias matrices calcográficas suyas en la Calcografía Nacional de Madrid, y una buena colección de estampas en la Unidad Gráfica de la Biblioteca de Cataluña.